# 聖福寺 (長崎市)
聖福寺（しょうふくじ）は長崎県長崎市にある黄檗宗の仏教寺院。山号は万寿山（まんじゅさん）。

## 概要
日本に黄檗宗を伝えた隠元の孫弟子に当たる鉄心道胖を開山として、長崎奉行の後援や在崎唐人、鉄心の母の実家である地元豪商西村氏などの出資を得て1677年（延宝5年）に建立された。創建時に既にあった長崎三福寺とよばれる唐寺3ヶ寺の目付寺といわれるが、後代には三福寺に当寺を合わせて「長崎四福寺」あるいは「長崎四ヶ寺」とも並び称された。堂宇の様式は他の黄檗宗寺院と同系で朱塗りを特徴としているがより和風建築に近いものとなっている。俗に広東寺ともいう。
慶応3年（1867年）のいろは丸事件では紀州藩と土佐藩の談判の舞台となった。
大雄宝殿など境内の建造物は老朽化が進んでおり、修復しなければ倒壊の危険がある状態へと陥っていた。当初は修復費用を捻出できず工事に着手できない状態が続いていたが、2014年9月18日付で長崎県指定有形文化財の建造物4棟（大雄宝殿・天王殿・鐘楼・山門）が国の重要文化財に指定されたことにより、国の補助が得られるようになった。これにより国から最大で85%の工事費の補助を受けられるようになったほか、長崎県や長崎市からの補助もあり、寺側の負担が6%ほどになったことから着工へと至った。工期は10年が予定されている。

## 文化財

### 重要文化財（国指定）
- 大雄宝殿 - 江戸時代中期（1697年）の建立。桁行三間、梁間四間、二重、入母屋造、北面切妻屋根付、本瓦葺、西面及び北面軒下張出し付。平成26年（2014年）9月18日指定。
- 天王殿 - 江戸時代中期（1705年）の建立。桁行三間、梁間三間、一重、入母屋造、本瓦葺。平成26年（2014年）9月18日指定。
- 鐘楼 - 江戸時代中期（1716年）の建立。桁行三間、梁間三間、二重、入母屋造、本瓦葺。平成26年（2014年）9月18日指定。
- 山門 - 江戸時代中期（1703年）の建立。桁行三間、梁間二間、一重、切妻造段違、本瓦葺。平成26年（2014年）9月18日指定。

### 長崎市指定有形文化財

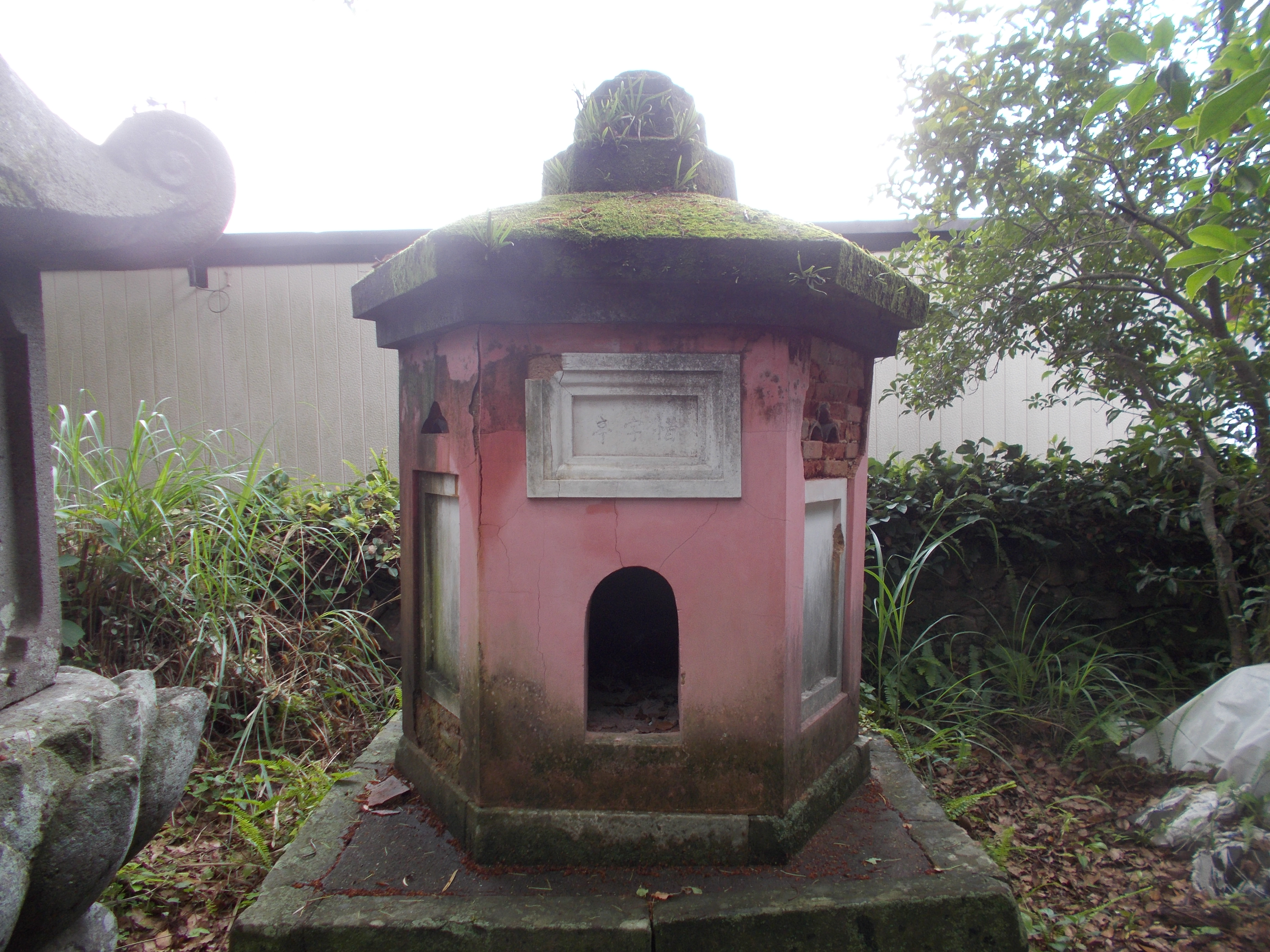
惜字亭

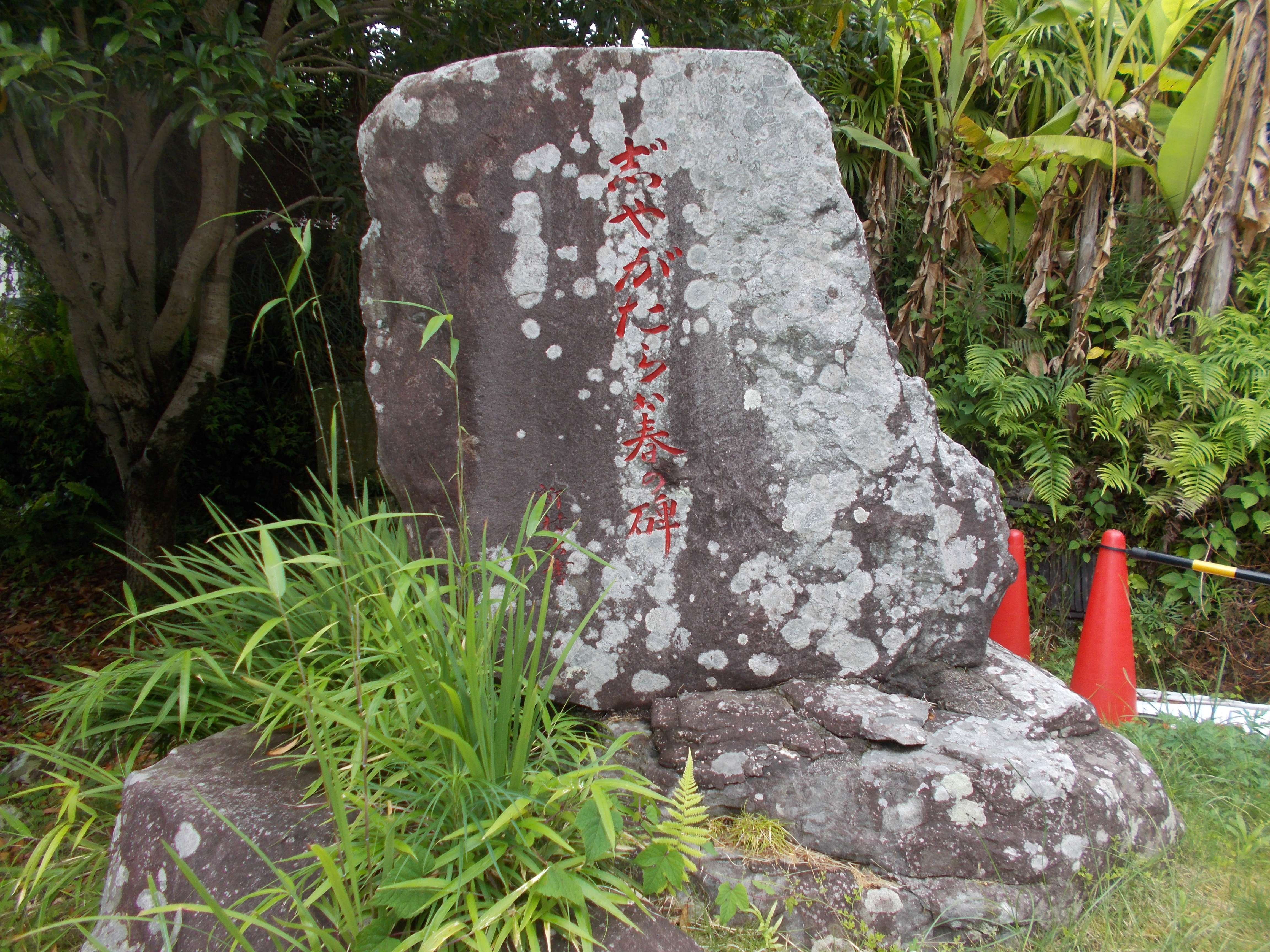
じゃがたらお春の碑

- 梵鐘 - 長崎市内最大のものであるが、現在は除夜以外は使用されない。
- 惜字亭 - 寺内の不要文書類の焼却に使われた。
- 石門

その他
- じゃがたらお春の碑[1] - 吉井勇の短歌が刻まれている。

## 所在地
- 長崎県長崎市玉園町3-77

## アクセス
- 長崎電気軌道桜町電停下車、徒歩4分。